# Скафферхуллет

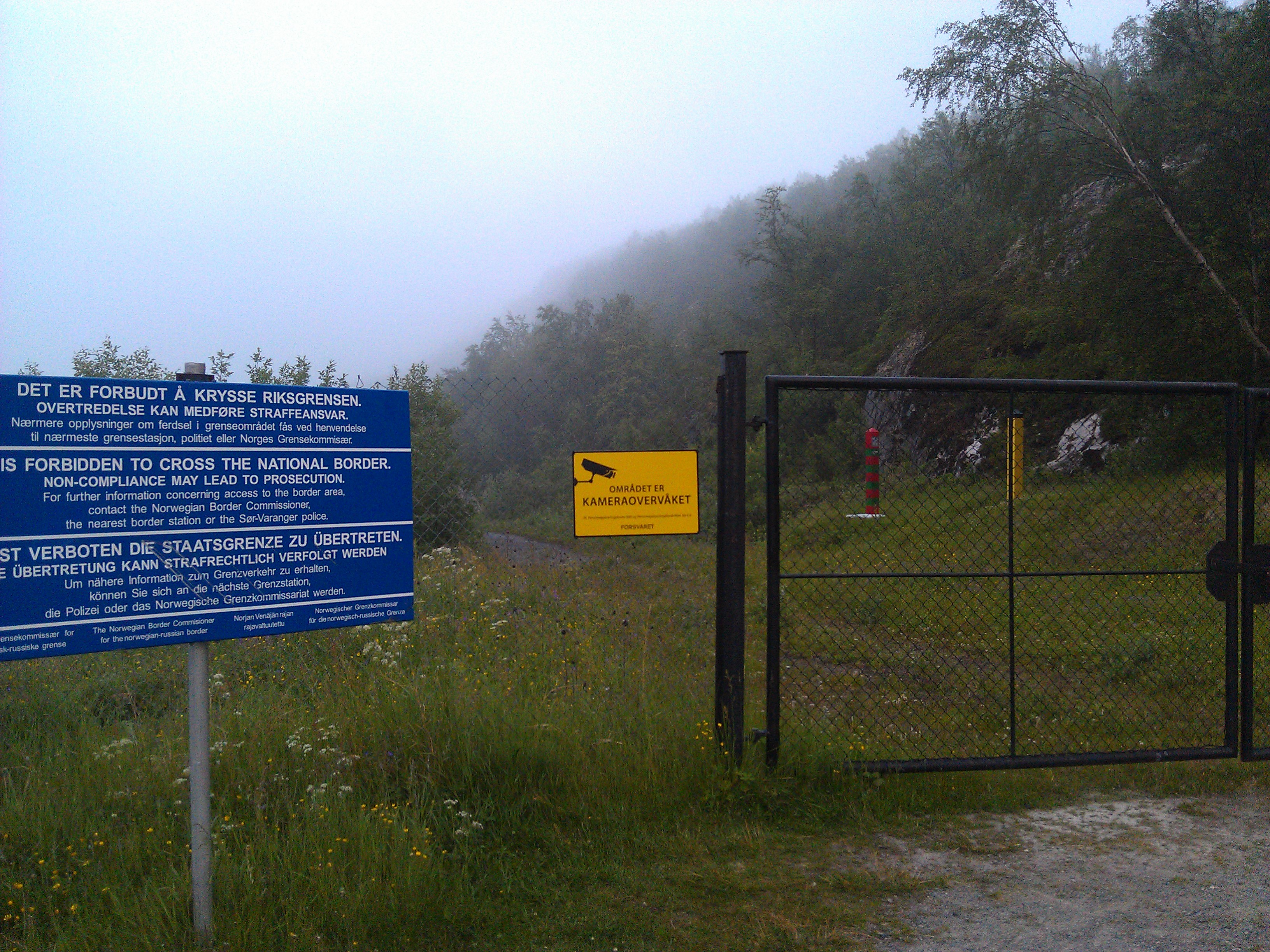
Граница XXI века

Скафферхуллет — КПП на финско-норвежской границе (1920—1944 гг), после присоединения региона Петсамо к СССР КПП на норвежско-советской границе. Возник и обустроен в ходе демаркации финско-норвежской границы, которая существовала в 1920—1944 годах. КПП находился на старой дороге между Эльвенесом, Сёр-Варангер и п. Борисоглебский (фин. Kolttaköngäs, Колтакённасс, норв. Skoltfossen, Скольтфассен). КПП находился на западном берегу реки Пасвикельва, южнее действующего в настоящее время КПП Стурскуг на европейской трассе E105.
Советско-норвежская граница была образована в 1944 году в результате присоединения региона Петсамо, ранее входившего в состав Финляндии. Советско-норвежская граница была закрыта большую часть времени, в связи с чем КПП не функционировал. В период строительства Борисоглебской ГЭС с 1958 по 1963 год через Скафферхуллет передвижение на КПП открыли для прохода норвежских и финских инженеров, которые обеспечивали установку современнейшего на тот момент оборудования.
В 1965 в благодарность норвежцам за безвозмездное технологическое оснащение советских ГЭС граница была открыта для скандинавских туристов, которым разрешили посетить усиленно охраняемую территорию вокруг п. Борисоглебский. В течение летнего сезона из Норвегию приезжало несколько тысяч норвежцев, но ни один из граждан СССР не имел возможности посетить Норвегию. Из-за ряда проблем (включая контрабанду алкоголя) в конце летнего сезона 1965 года советско-норвежская граница закрылась навсегда (до развала СССР).